# Manari
Manari è un comune del Brasile nello Stato del Pernambuco, parte della mesoregione del Sertão Pernambucano e della microregione del Sertão do Moxotó.
Possiede l'indice di sviluppo umano più basso del Brasile, 0,467 (lo stesso della Tanzania).